# パレスホテルチェーン

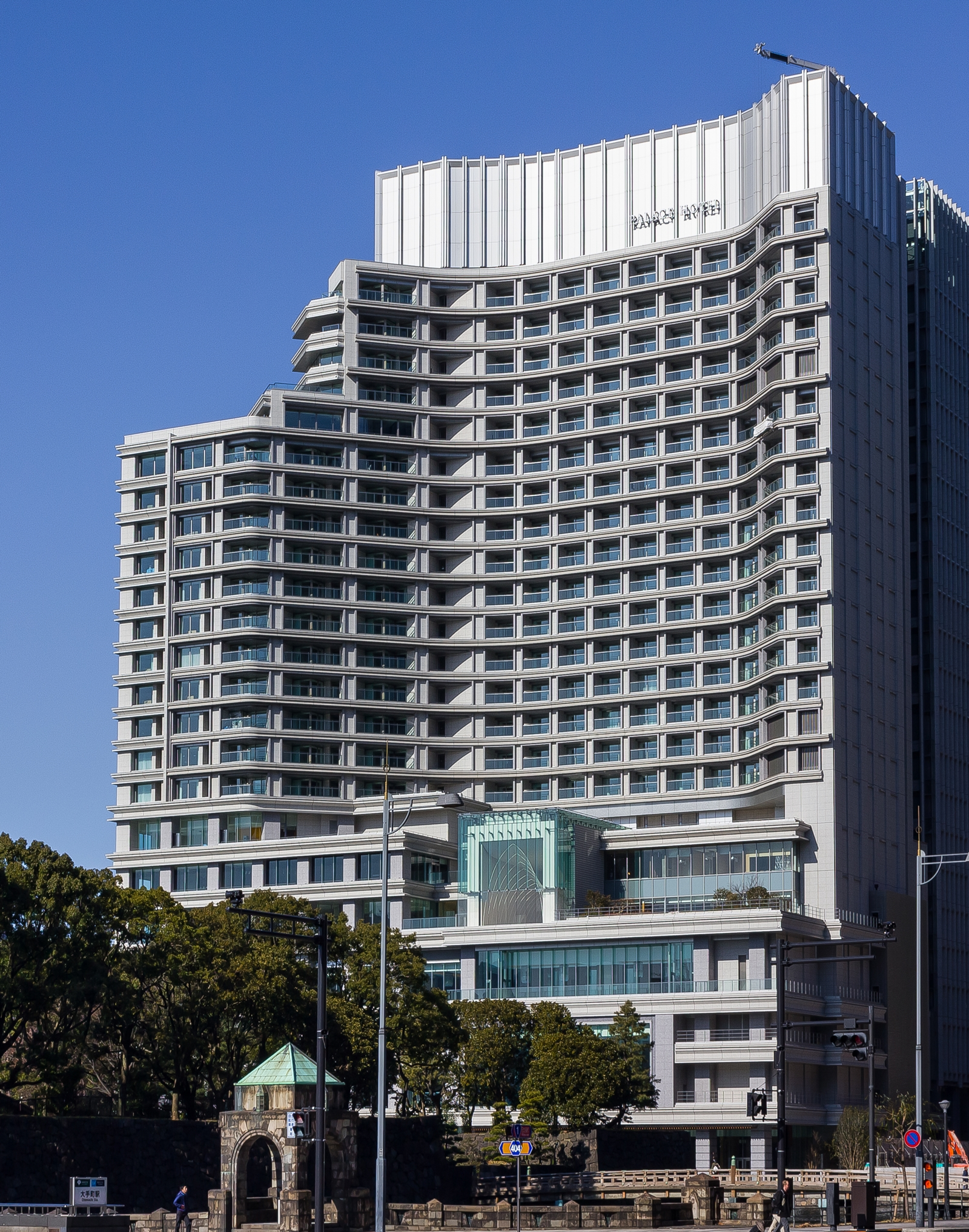
パレスホテル東京（2012年）

パレスホテルチェーン（英: Palace Hotel）は、日本のホテルチェーン。東京都と埼玉県にチェーンを持つ。株式会社パレスホテルは三和グループ所属企業から構成されるみどり会と、芙蓉グループ所属企業から構成される芙蓉懇談会に加盟している。

## 沿革
- 1960年（昭和35年）2月1日 - ｢株式会社パレスホテル｣を設立。
- 1961年（昭和36年）10月1日 - 皇居前に「パレスホテル」を開業。
- 1969年（昭和44年）12月 - ｢株式会社ホテルグランドパレス｣ を設立。
- 1972年（昭和47年）2月20日 - ｢ホテルグランドパレス｣を開業。
- 1987年（昭和62年）3月17日 - ｢株式会社パレスホテル大宮｣を設立。
- 1988年（昭和63年）4月14日 - ｢パレスホテル大宮｣を開業。
- 1991年（平成3年）
  - 4月 - 「パレスホテルグアム」を開業。
  - 5月 - 箱根・仙石原の｢株式会社箱根観光ホテル｣を吸収合併。
- 1992年（平成4年）1月 - ｢箱根観光ホテル｣を｢パレスホテル箱根｣と改称。
- 1994年（平成6年）10月13日 - ｢パレスホテル立川｣を開業。
- 1999年（平成11年）6月 - ｢株式会社パレスホテル大宮｣はパレスホテル立川の営業を譲り受け社名を「株式会社パレスエンタープライズ」に変更。
- 2006年（平成18年）11月30日 - 「パレスホテルグアム」を閉館。
- 2012年（平成22年）5月17日 - 皇居前の「パレスホテル」を建て直し「パレスホテル東京」として開業。
- 2018年（平成28年）1月9日 - ｢パレスホテル箱根｣を閉館。
- 2020年（令和2年）7月15日 - 関電不動産が大阪・堂島に開発した16階建てのビルの1階から13階部分に宿泊特化型の「Zentis Osaka（ゼンティス大阪）」を開業[3][4]。
- 2021年（令和3年）6月30日 - ホテルグランドパレスの営業を終了。
- 2023年（令和5年) 12月31日 - パレスホテル立川の営業を終了。

## グループホテル

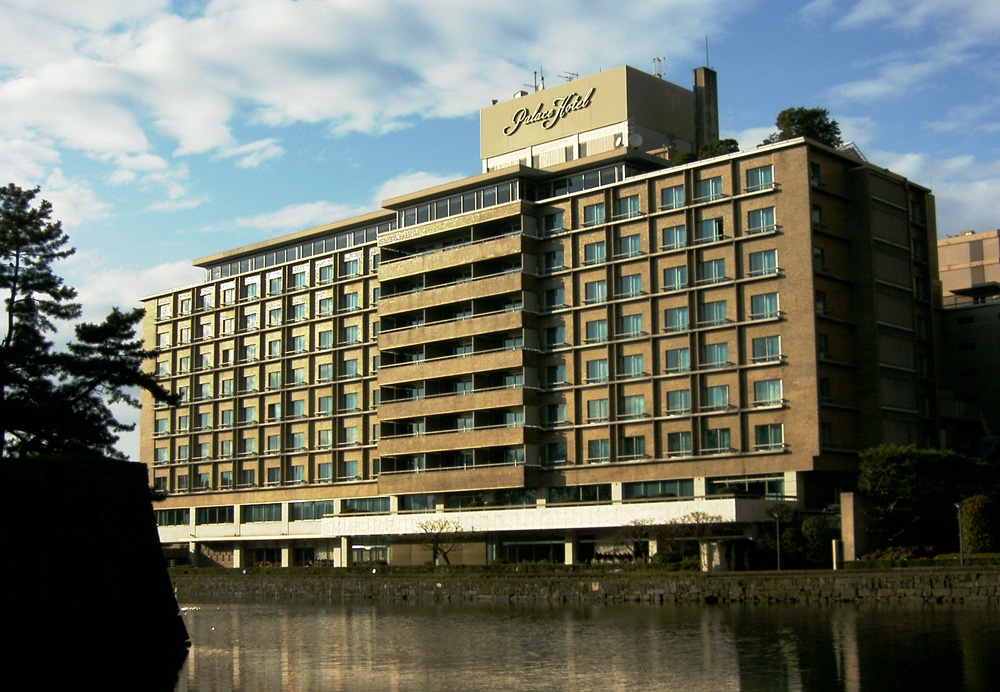
旧パレスホテル

- パレスホテル東京 （旧名称：パレスホテル）
東京都千代田区丸の内一丁目1番1号 内堀通り沿い
- パレスホテル大宮
埼玉県さいたま市大宮区桜木町一丁目7番5号
- Zentis Osaka
大阪府大阪市北区堂島浜1丁目4番26号

閉館したホテル
- パレスホテル箱根 <箱根・仙石原>
1959年、当時の財界有力者の発起によって箱根に相応しい一流リゾートホテルを目指し「箱根観光ホテル」が設立され、それにパレスホテル初代社長となる吉原政智も参画し、以降役員として携わっていたことから、パレスホテルも運営についての支援を行った[5]。1988年にパレスホテルチェーンに加盟。1991年5月にパレスホテルに吸収合併される。翌年7月には全面改装を終え、名称もパレスホテル箱根に改められ、新装オープンした[5]。しかし、老朽化が顕著となったことから2018年1月9日をもって営業を終了した。パレスホテルでは新ホテルの展開を検討しているが、構想中[6]。

- パレスホテルグアム（現：シェラトン・ラグーナ・グアム・リゾート）<グアム・タムニン>
1986年8月、現地法人のグアムパレスコーポレーション設立して[7]、1991年4月20日にグランドオープンする[8]。パレスホテル初の海外事業であるホテルは、地下1階、地上11階建て。客室数は403室で、大宴会場、野外プール、庭園等を備える本格的なリゾートホテルとして営業を始める[7]。2001年12月にパレスホテルに経営を移管。2006年5月にケン不動産リースの子会社プレミア・ホテル&リゾートが経営権を取得。その後、スターウッド・ホテル&リゾートとフランチャイズ契約を締結。同年11月30日に一旦閉鎖後、翌年4月に現ホテル名で再オープン。

- ホテルグランドパレス <東京・九段>
1972年2月開業。 プロ野球ドラフト会議の会場として長く親しまれた。新型コロナウイルス感染症による顧客の減少に伴い、業績回復も不透明であることから、2021年6月30日を以って営業を終了[9]。

- パレスホテル立川 <東京・立川市>
2023年12月31日を以って営業を終了[10]。

## 提携クレジットカード
以下の提携クレジットカードが、発行されている。
- ザ・パレスクラブユーシーカード

かつてはダイナースクラブとの提携カードを発行していたが、現在はユーシーカードとの提携カードに変更。